# Legal Entity Identifier
Legal Entity Identifier (LEI) je globální identifikátor obchodních společností provádějících finanční operace. Jde o dvacetimístný kód definovaný v ISO 17442. První čtyři znaky identifikují vydavatele, další dva jsou nuly, dalších dvanáct identifikuje samotný subjekt a poslední dvě jsou kontrolní číslice. K lednu 2018 bylo vydáno více než 1 mil. LEI. V České republice LEI přiděluje Centrální depozitář cenných papírů.